# Коста-Валле-Іманья
Коста-Валле-Іманья (італ. Costa Valle Imagna) — муніципалітет в Італії, у регіоні Ломбардія,  провінція Бергамо.
Коста-Валле-Іманья розташована на відстані близько 500 км на північний захід від Рима, 45 км на північний схід від Мілана, 18 км на північний захід від Бергамо.
Населення — 598 осіб (2014).
Щорічний фестиваль відбувається 2 липня. Покровитель — Visitazione di Maria.

## Демографія
Населення за роками:

Станом на 1 січня 2023 року в муніципалітеті офіційно проживало 10 іноземців з 4 країн, серед них 3 громадяни країн Євросоюзу та 5 громадян України.

## Сусідні муніципалітети
- Бедуліта
- Каренно
- Ронкола
- Сант'Омобоно-Терме
- Торре-де'-Бузі
- Вальсекка